# Гран-Вабр
Гран-Вабр (фр. Grand-Vabre, окс. Grand Vabre) — коммуна во Франции, находится в регионе Окситания. Департамент — Аверон. Входит в состав кантона Конк. Округ коммуны — Родез.
Код INSEE коммуны — 12114.
Коммуна расположена приблизительно в 470 км к югу от Парижа, в 140 км северо-восточнее Тулузы, в 36 км к северо-западу от Родеза.

## Население
Население коммуны на 2008 год составляло 410 человек.
| 1962 | 1968 | 1975 | 1982 | 1990 | 1999 | 2008 |
| ---- | ---- | ---- | ---- | ---- | ---- | ---- |
| 493  | 585  | 510  | 527  | 489  | 424  | 410  |

## Экономика
В 2007 году среди 231 человека в трудоспособном возрасте (15—64 лет) 170 были экономически активными, 61 — неактивными (показатель активности — 73,6 %, в 1999 году было 68,4 %). Из 170 активных работали 151 человек (92 мужчины и 59 женщин), безработных было 19 (10 мужчин и 9 женщин). Среди 61 неактивных 17 человек были учениками или студентами, 24 — пенсионерами, 20 были неактивными по другим причинам.

## Достопримечательности
- Замок Сельв (XVI—XVII века). Памятник истории с 1992 года[3]
- Церковь Св. Петра (XV век)
- Часовня Дадон

## Фотогалерея

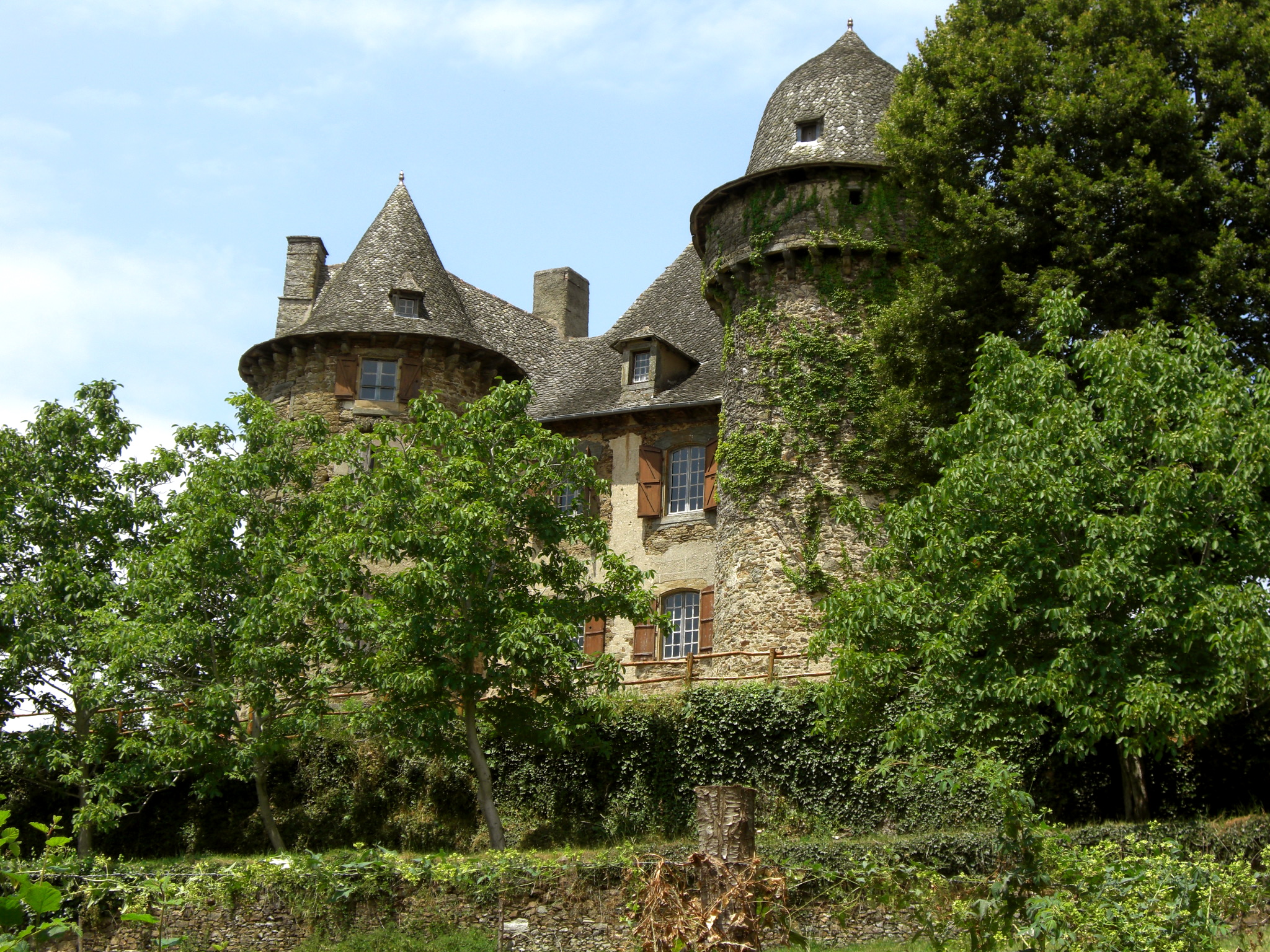
Замок Сельв
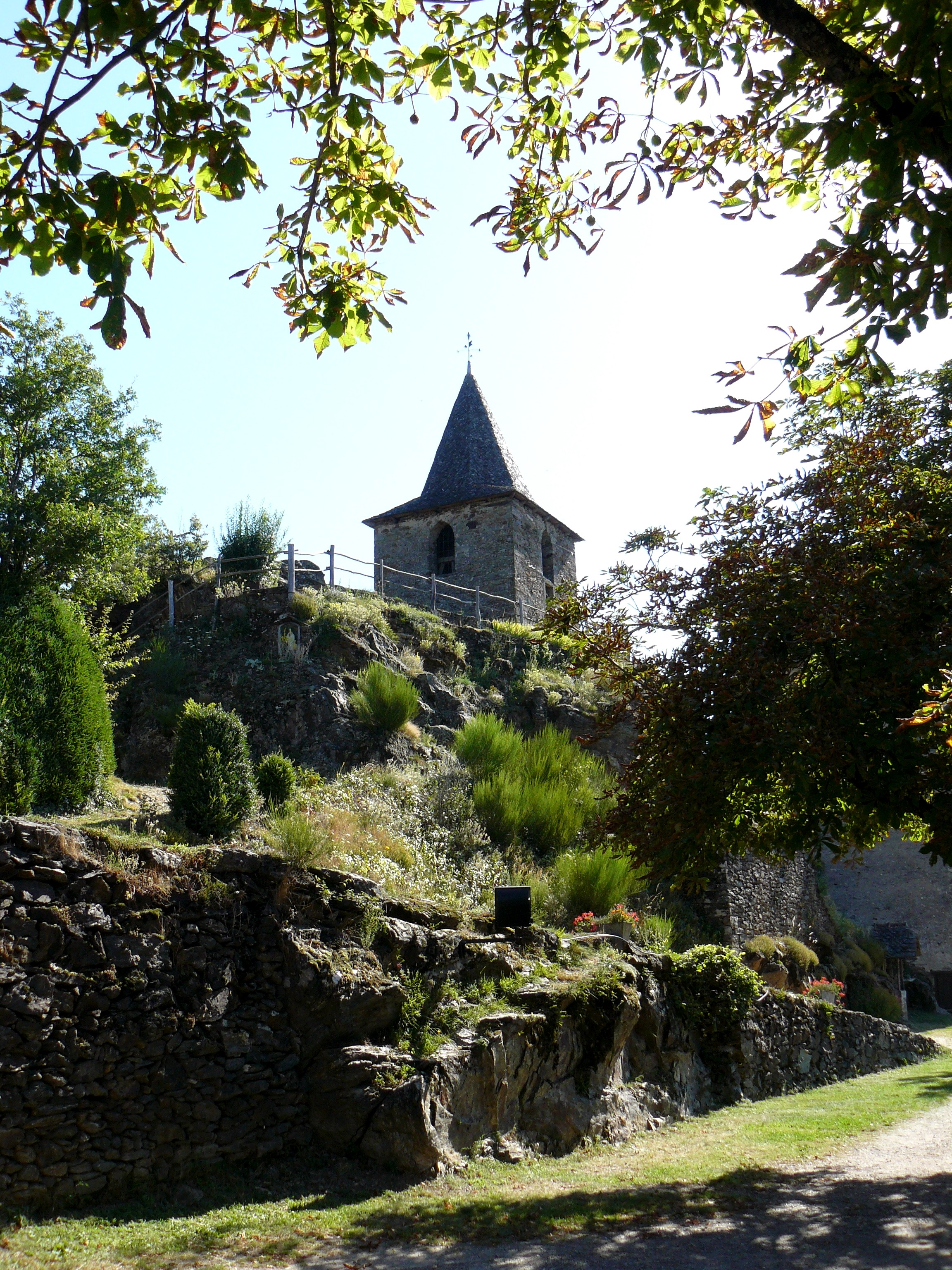
Церковь Св. Петра
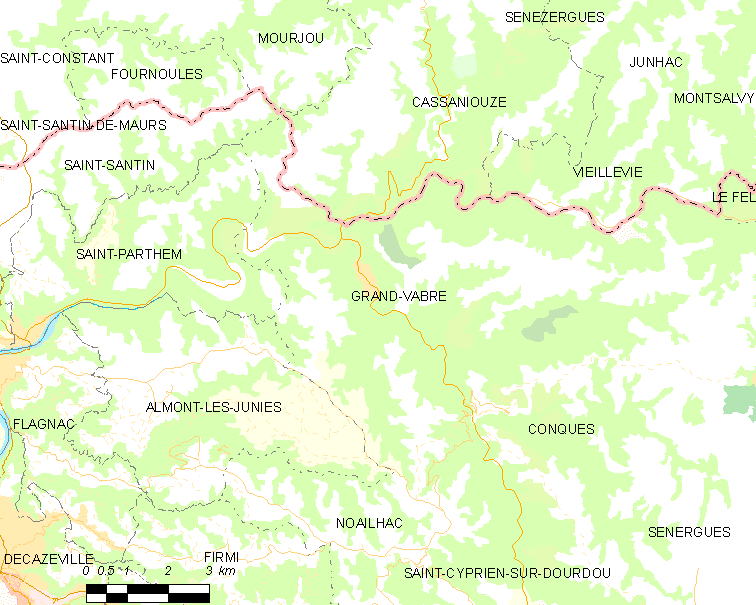
Карта коммуны